# Грачёва, Варвара Андреевна
Варвара Андреевна Грачёва (род. 2 августа 2000, Жуковский, Московская область) — французская теннисистка, до июня 2023 года представлявшая на соревнованиях Россию. Победительница семи турниров ITF в одиночном разряде.

## Общая биография
С теннисом познакомилась благодаря маме — Наталье Казаковой, которая была тренером Варвары до 14 лет. В период жизни в России занималась теннисом в спортивном центре «Метеор» в городе Жуковский, где одним из её тренеров выступала Нина Братчикова. Позже тренировалась в академиях в Германии и Франции. В период работы в академии в Каннах сменила спортивное гражданство.

## Спортивная карьера
Выиграла семь одиночных титулов ITF.
На соревнованиях WTA дебютировала в июле 2019 года на турнире в Лозанне (Швейцария): победив в квалификации Хлою Паке и Юлию Грабер, проиграла в первом круге китаянке Хань Синьюнь (4-6, 6-7). Затем она прошла квалификацию турнира в Вашингтоне, одержала первую победу в основной сетке турнира WTA над Анной Блинковой (6-2, 5-7, 6-2), проиграв затем во втором круге Се Шувэй (5-7, 6-4, 6-7).
На Открытом чемпионате Австралии 2023 года в первом круге разгромила Дарью Касаткину (6-1 6-1) и впервые дошла до третьего круга этого турнира Большого шлема, где проиграла Каролине Плишковой (4-6 2-6).
В начале марта 2023 года впервые дошла до финала турнира WTA 250 в американском Остине, где уступила украинке Марте Костюк (3-6 5-7). Затем на турнире серии WTA 1000 BNP Paribas Open в Индиан-Уэллсе Грачёва прошла квалификацию и впервые в карьере дошла до 4-го круга турнира этой серии, обыграв в третьем круге восьмую ракетку мира Дарью Касаткину (6-4 6-4). В 4-м круге Грачёва уступила будущей победительнице турнира Елене Рыбакиной (3-6 0-6). Вслед за этим на другом турнире WTA 1000 в Майами вновь прошла квалификацию и дошла до 4-го раунда, обыграв по ходу пятую ракетку мира Онс Жабёр (6-2 6-2). В 4-м раунде Грачёва уступила Петре Квитовой в двух сетах.
В апреле 2023 года впервые вошла в топ-50 мирового рейтинга.

## Итоговое место в рейтинге WTA по годам
| Год  | Одиночный рейтинг | Парный рейтинг |
| ---- | ----------------- | -------------- |
| 2024 | 66                | 932            |
| 2023 | 44                | 903            |
| 2022 | 95                | 554            |
| 2021 | 79                | 149            |
| 2020 | 93                | 481            |
| 2019 | 105               | —              |
| 2018 | 447               | 1233           |
| 2017 | 882               | —              |

## Выступления на турнирах

### Финалы турнировWTAв одиночном разряде (1)

#### Поражения (1)
| Легенда:                   |
| -------------------------- |
| Турниры Большого шлема (0) |
| Олимпиада (0)              |
| Итоговый турнир WTA (0)    |
| WTA 1000 (0)               |
| WTA 500 (0)                |
| WTA 250 (0)                |

| Титулы по покрытиям | Титулы по месту проведения матчей турнира |
| ------------------- | ----------------------------------------- |
| Хард (0)            | Зал (0)                                   |
| Грунт (0)           | Зал (0)                                   |
| Трава (0)           | Открытый воздух (0)                       |
| Ковёр (0)           | Открытый воздух (0)                       |

| №  | Дата         | Турнир     | Покрытие | Соперница в финале | Счёт    |
| 1. | 5 марта 2023 | Остин, США | Хард     | Марта Костюк       | 3-6 5-7 |

### Финалы турнировITFв одиночном разряде (9)

#### Победы (7)
| Призовые    | Титулы по годам | Титулы по годам |
| ----------- | --------------- | --------------- |
| Призовые    | до 2024         | с 2024          |
| 125.000 USD | 0+0             | 0+0             |
| 100.000 USD | 0+0             | 0+0             |
| 80.000 USD  | 0+0             | -               |
| 75.000 USD  | -               | 0+0             |
| 60.000 USD  | 2+0             | -               |
| 50.000 USD  | -               | 0+0             |
| 40.000 USD  | 0+0             | -               |
| 35.000 USD  | -               | 0+0             |
| 25.000 USD  | 2+0             | -               |
| 15.000 USD  | 2+0             | 2+0             |

| Титулы по покрытиям | Титулы по месту проведения матчей турнира |
| ------------------- | ----------------------------------------- |
| Хард (0)            | Зал (0)                                   |
| Грунт (7)           | Зал (0)                                   |
| Трава (0)           | Открытый воздух (7)                       |
| Ковёр (0)           | Открытый воздух (7)                       |

| №  | Дата             | Турнир            | Покрытие | Соперница в финале | Счёт        |
| 1. | 26 ноября 2017   | Хаммамет, Тунис   | Грунт    | Фиона Ферро        | 6-4 7-6(1)  |
| 2. | 21 января 2018   | Анталья, Турция   | Грунт    | София Шапатава     | 7-5 6-0     |
| 3. | 28 апреля 2019   | Кьяссо, Швейцария | Грунт    | Жаклин Кристиан    | 6-4 6-2     |
| 4. | 26 мая 2019      | Казерта, Италия   | Грунт    | Анна Данилина      | 6-3 7-5     |
| 5. | 23 июня 2019     | Монпелье, Франция | Грунт    | Элизабет Халбауэр  | 6-4 6-2     |
| 6. | 22 сентября 2019 | Сен-Мало, Франция | Грунт    | Марта Костюк       | 6-3 6-2     |
| 7. | 29 сентября 2019 | Валенсия, Испания | Грунт    | Тамара Корпач      | 3-6 6-2 6-0 |

#### Поражения (2)
| №  | Дата             | Турнир          | Покрытие | Соперница в финале | Счёт           |
| 1. | 17 сентября 2017 | Хаммамет, Тунис | Грунт    | Инес Иббу          | 6-3 6-7(4) 0-6 |
| 2. | 19 ноября 2017   | Хаммамет, Тунис | Грунт    | Гая Санези         | 3-6 4-6        |